# Senzor blizine
Senzor blizine je senzor koji može otkriti prisutnost obližnjih susjednih objekata, a da pri tom uopće ne mora doći do fizičkog dodira.
Senzor blizine često odašilja elektromagnetsko polj ili zraku elektromagnetske radijacije (primjerice infracrveno) i traži promejne u polju ili povratnom signalu. Objekt koji otkrije obično se referira kao meta senzora blizine. Svaka vrsta mete zahtijeva drukčiji senzor. Primjerice, kapacitivni ili fotoelektrični senzor može biti prikladan kod plastičnih meta, dok induktivni senzor blizine uvijek zahtijeva metalnu metu.
Najveću udaljenost koju ovaj senzor može pretraživati nazivamo "nominalni doseg". Neki senzori imaju prilagodbe nominalnog dosega.
Vrste senzora blizine su: reed senzori, induktivni senzori, kapacitivni senzori i optički senzori.